# Casa de l'Abat (Girona)
La Casa de l'Abat és un edifici del municipi de Girona que forma part de l'Inventari del Patrimoni Arquitectònic de Catalunya.

## Descripció
És un edifici de planta rectangular i de planta baixa i teulat a dues aigües, amb carener paral·lel a la façana principal. A la planta baixa, al costat dret, hi ha la porta d'accés d'arc rebaixa de pedra. Als costats, dos portes de llinda planera de pedra. La façana lateral esquerra té restes d'arc de pedra i s'ha repicat deixant-hi la pedra vista. La façana posterior dona al riu Galligans. Per la porta s'accedeix a un pati interior de porta treballada i amb escut amb una creu de Crist en relleu. Aquesta nova porta dona a una escala senyorívola de pedra a la planta. Terra enllosat del pati, i al costat dret hi ha una pedra amb un creu datada del 1831. Aquesta pati serveix d'accés a un restaurant de l'edifici veí.

## Història
Aquesta casa sembla ésser la de l'Abat. El monestir el formaven les edificacions de l'illa de cases. Aquesta illa tocava amb l'església. El prelat havia obtingut jurisdicció sobre el burg o suburbi de Sant Pere. Amb l'exclaustració (1835) la casa de l'abat s'usa com a caserna de la Guàrdia Civil, fins que el 1939 marxen a Montilivi.